# Super Bowl XXXVII
Der Super Bowl XXXVII war der 37. Super Bowl, das Endspiel der Saison 2002 der National Football League (NFL). Er fand am 26. Januar 2003 im Qualcomm Stadium in San Diego vor 67.603 Zuschauern statt, wobei der Meister der National Football Conference (NFC), die Tampa Bay Buccaneers, den Meister der American Football Conference (AFC), die Oakland Raiders, mit 48:21 bezwang. Zum Super Bowl MVP wurde Dexter Jackson, ein Safety der Buccaneers, gewählt.

## Vorgeschichte
Die Buccaneers hatten 12 ihrer 16 Saisonspiele gewonnen und durch zwei ungefährdete Siege gegen die San Francisco 49ers (31:6) und die Philadelphia Eagles (27:10) die Meisterschaft in der NFC gewonnen. Tampa Bay zeichnete sich durch ihre effektive Defense aus, geleitet vom amtierenden NFL Defensive Player of the Year, Derrick Brooks, und dem Defensive Tackle Warren Sapp. Sie erlaubten dem Gegner nur 12,2 Punkte pro Spiel (Ligarekord), erreichten zwei Shutouts und übten vor allem auf die gegnerischen Quarterbacks viel Druck aus: sie erreichten im Schnitt ein Quarterback Rating von lediglich 48,4 und wurden 43-mal gesackt.
Die Raiders gewannen 11 ihrer 16 Saisonspiele und erreichten den Super Bowl XXXVII nach ebenfalls souveränen Siegen gegen die Gegner aus der AFC, die New York Jets (30:10) und die Tennessee Titans (41:24). Prunkstück von Oakland war die starke Offense um den Quarterback und amtierenden Most Valuable Player (MVP), Rich Gannon, der in der Regular Season 26 Touchdowns warf, 418 seiner 618 Pässe vollendete (Ligarekord) und 4.689 Yards Raumgewinn (ebenfalls Ligarekord) erzielte. Die Raiders erzielten 28,1 Punkte pro Spiel (Rang 2) und hatten in der Saison nur drei Spiele, in denen sie weniger als 15 Punkte erzielten.
Im Vorfeld wurde der Super Bowl XXXVII von den Medien als „Pirate Bowl“ (dt.: Piraten-Endspiel) bezeichnet, in Anspielung auf die beiden Piraten-inspirierten Teamnamen der Buccaneers (Freibeuter) und Raiders (Seeräuber). Besonderes Augenmerk richtete sich auf den Head Coach der Buccaneers, Jon Gruden. Er hatte vier Jahre lang die Raiders trainiert, ehe er 2002 nach internen Spannungen zu Tampa Bay wechselte.

## Rahmenprogramm und Halbzeitshow
Die kanadische Sängerin Céline Dion sang God Bless America (was zum ersten und bislang einzigen Mal in einem Super Bowl gesungen wurde), und die amerikanische Nationalhymne wurde von den Dixie Chicks gesungen. In der Halbzeitshow traten Shania Twain, No Doubt und Sting auf.

## Spielverlauf
Der Quarterback der Buccaneers, Brad Johnson, warf eine frühe Interception, wodurch die Raiders schnell bis auf 30 Yards an die Endzone herankamen. Nach einer missglückten Angriffsserie musste sich Oakland aber mit einem Field Goal durch Kicker Sebastian Janikowski begnügen (TB-OAK 0:3). Bald darauf führte Johnson Tampa Bay bis an Oaklands 13-Yards-Linie, doch auch sie brachten den Football nicht in die Endzone, so dass Kicker Martin Gramatica ein Field Goal trat (TB-OAK 3:3). Beim nächsten Angriff der Raiders fing der Safety der Buccaneers, Dexter Jackson, einen Pass von Gannon ab, aus dem mehrere Spielzüge später Gramaticas zweites Field Goal entstand (TB-OAK 6:3). Wenig später fing Jackson einen weiteren Pass von Gannon ab, und nachdem beide Teams Punts austauschten, rannte der Runningback der Buccaneers, Mike Alstott, das Ei zum ersten Touchdown in die Endzone (TB-OAK 13:3). Kurz vor der Halbzeit warf Johnson zu Wide Receiver Keenan McCardell, der aus kurzer Distanz mit einem zweiten Touchdown nachlegte (TB-OAK 20:3).
Die zweite Halbzeit begann mit einem langen Drive der Buccaneers. Nach fast achtminütigen Ballbesitz warf Johnson Tampa Bays dritten Touchdown, wieder zu McCardell (TB-OAK 27:3). Fast direkt danach fing ein anderer Safety der Buccaneers, Dwight Smith, einen weiteren Pass von Gannon ab und markierte einen Defensivtouchdown (TB-OAK 34:3). Erst danach kam Gannon ins Spiel und führte einen 82-Yards-Drive an, den Wide Receiver Jerry Porter vollendete. Anstatt Janikowski einen Point after Touchdown (PAT) kicken zu lassen, versuchten die Raiders eine Two-Point Conversion, aber Gannons Pass fand nicht in die Endzone (TB-OAK 34:9). Nach einem geblockten Punt erzielte der Linebacker der Raiders, Eric Johnson, einen weiteren Touchdown, wonach eine zweite Two-Point Conversion misslang (TB-OAK 34:15). Tampa Bay brachte den Football bis an die gegnerische 9-Yards-Linie und versuchten ein Field Goal, doch aufgrund eines missglückten Snaps kam Gramatica nicht zum Kicken. Im Gegenzug warf Gannon aus 48 Yards Distanz zu Wide Receiver Jerry Rice in die Endzone, der der erste NFL-Spieler wurde, der in vier Super Bowls mindestens einen Touchdown erzielte. Wieder wählten die Raiders eine Two-Point Conversion, und wieder misslang sie (TB-OAK 34:21). Als die Buccaneers nach einem erfolglosen Angriff punten mussten, kamen die Raiders drei Minuten vor Schluss bis an die 29-Yards-Linie. Doch dann warf Gannon seine vierte Interception, die Tampa Bays Linebacker Derrick Brooks unbedrängt in die Endzone zurücklief (TB-OAK 41:21). In den Schlusssekunden unterlief Gannon seine fünfte Interception, die Dwight Smith per Defensivtouchdown zum Endstand von 48:21 vollendete.
Zum Super Bowl MVP wurde der Safety der Buccaneers, Dexter Jackson, gewählt. Gannon, der Most Valuable Player der Regular Season, erlebte ein historisch schlechtes Finale: er wurde der erste Quarterback, der im Super Bowl fünf Interceptions warf. In einem einzigen Spiel erlitt er fast halb so viele Fehlwürfe wie in den gesamten 18 Spielen zuvor (11). Die Raiders wurden zudem das erste Team in der Geschichte des Super Bowls, die nach Touchdowns weder einen erfolgreichen Point after Touchdown (PAT) noch eine erfolgreiche Two-Point Conversion verbuchten.

## Punkte
- 1. Viertel
  - OAK - FG: Sebastian Janikowski aus 40 Yards OAK 3 - TB 0
  - TB - FG: Martin Gramatica aus 31 Yards TB 3 - OAK 3

- 2. Viertel
  - TB - FG: Martin Gramatica aus 43 Yards TB 6 - OAK 3
  - TB - TD: Mike Alstott, Lauf aus 2 Yards (PAT-Kick Gramatica ok) TB 13 - OAK 3
  - TB - TD: Keenan McCardell, Pass aus 5 Yards von Brad Johnson (PAT-Kick Gramatica ok) TB 20 - OAK 3

- 3. Viertel
  - TB - TD: Keenan McCardell, Pass aus 8 Yards von Brad Johnson (PAT-Kick Gramatica ok) TB 27 - OAK 3
  - TB - TD: Dwight Smith, Lauf aus 44 Yards nach Interception von Rich Gannons Wurf (PAT-Kick Gramatica ok) TB 34 - OAK 3
  - OAK - TD: Jerry Porter, Pass aus 44 Yards von Rich Gannon (TPC misslungen) TB 34 - OAK 9

- 4. Viertel
  - OAK - TD: Eric Johnson, Lauf aus 13 Yards nach geblocktem Punt von Tom Tupa (TPC misslungen) TB 34  - OAK 15
  - OAK - TD: Jerry Rice, Pass aus 44 Yards von Rich Gannon (TPC misslungen) TB 34 - OAK 21
  - TB - TD: Derrick Brooks, Lauf aus 44 Yards nach Interception von Rich Gannons Wurf (PAT-Kick Gramatica ok) TB 41 - OAK 21
  - TB - TD: Dwight Smith, Lauf aus 50 Yards nach Interception von Rich Gannons Wurf (PAT-Kick Gramatica ok) TB 48 - OAK 21

## Startaufstellungen
| Tampa Bay        | Position | Position | Oakland          |
| ---------------- | -------- | -------- | ---------------- |
| Offense          |          |          |                  |
| Keyshawn Johnson | WR       | WR       | Tim Brown!       |
| Roman Oben       | LT       | LT       | Barry Sims       |
| Kerry Jenkins    | LG       | LG       | Frank Middleton  |
| Jeff Christy     | C        | C        | Adam Treu        |
| Cosey Coleman    | RG       | RG       | Mo Collins       |
| Kenyatta Walker  | RT       | RT       | Lincoln Kennedy  |
| Ken Dilger       | TE       | TE       | Doug Jolley      |
| Keenan McCardell | WR       | WR       | Jerry Rice!      |
| Brad Johnson     | QB       | QB       | Rich Gannon      |
| Michael Pittman  | RB       | RB       | Charlie Garner   |
| Mike Alstott     | FB       | WR       | Jerry Porter     |
| Defense          |          |          |                  |
| Greg Spires      | LE       | LE       | DeLawrence Grant |
| Warren Sapp!     | LDT      | LDT      | Sam Adams        |
| Chartric Darby   | RDT      | RDT      | John Parrella    |
| Simeon Rice      | RE       | RE       | Regan Upshaw     |
| Derrick Brooks!  | LOLB     | LOLB     | Bill Romanowski  |
| Shelton Quarles  | MLB      | MLB      | Napoleon Harris  |
| Dwight Smith     | DB       | ROLB     | Eric Barton      |
| Brian Kelly      | LCB      | LCB      | Charles Woodson! |
| Ronde Barber!    | RCB      | RCB      | Tory James       |
| John Lynch!      | SS       | SS       | Anthony Dorsett  |
| Dexter Jackson   | FS       | FS       | Rod Woodson!     |

Legende:
| ! | = spätere Hall of Famer |

## Super-Bowl-Rekorde
- Meiste Defensivtouchdowns: drei (Tampa Bay Buccaneers)
- Erstes Team ohne Punkte nach Touchdowns (Oakland Raiders)
- Erster Spieler mit zwei Interceptions in einer Halbzeit: Dexter Jackson (Tampa Bay Buccaneers)
- Meiste Interceptions erlitten: fünf (Rich Gannon, Oakland Raiders)
- Erster Spieler mit mindestens einem Touchdown in vier verschiedenen Super Bowls: Jerry Rice (Oakland Raiders)